# Sivry-la-Perche
Sivry-la-Perche è un comune francese di 267 abitanti situato nel dipartimento della Mosa nella regione del Grand Est.

## Società

### Evoluzione demografica
Abitanti censiti